# 宗主督护制
宗主督護制是北魏初期的一種地方組織形式，它是為了保護家業和因應混亂局勢而建立的。在這個制度下，豪強地主被承認為鄉村的宗主，並對依附於他們的農民徵收賦稅。雖然這使得地方豪強地主保持了一定的實力，但同時也導致了宗主與政府之間的矛盾。

## 背景與轉變
在五胡十六國時期，一些士族為了保護家業和應對混亂局勢，建立了堡壘並聚族而居。北魏統一北方後，政府為了獲得豪強大族的合作，承認了他們作為鄉村的宗主。這些宗主對依附於他們的農民徵收賦稅，並享有一定的特權和權力。然而，宗主也利用這一制度與政府爭奪勞動力，這導致了宗主與政府之間的矛盾。為了增加政府對地方的控制，北魏政府在公元486年推出了三長制 （页面存档备份，存于），取代了宗主督護制。

## 特點
宗主督護制的特點是宗族在戶口上沒有一定的數量限制。塢堡內部的人口往往眾多而分散，每五十到三十個家庭形成一戶。宗主對依附於他們的農民徵收賦稅，這些農民依附於宗主以獲得保護，但仍需支付高於官方賦稅的負擔。

## 評價及影響
宗主督護制在北魏初年起到了一定的作用，它有助於收攏流民和維護地方豪強的利益。同時，它也加速了北魏政權的漢化進程，並得到了一部分漢人豪強的支持。然而，宗主督護制也帶來了問題和矛盾，尤其是宗主與政府之間的矛盾以及社會的分化和不平等。最終，北魏政府推行了三長制以取代宗主督護制。
宗主督護制對北魏時期的地方社會和經濟產生了重要影響，並成為研究該時期地方組織和社會經濟的重要議題。雖然這一制度在後來被淘汰，但其影響仍然存在。